# النويدرات
النويدرات هي قرية بحرينية في المحافظة العاصمة بالقرب من قرية المعامير وقرية العكر، بالتحديد تقع شمال مصنع تكرير نفط البحرين (بابكو). ويبلغ عدد سكانها الحالي حوالي 10,000 نسمة.
عمل أهل هذه القرية على تربية المواشي والحيوانات الأخرى، وكانت الحيوانات الوسيلة القديمة المستخدمة في التنقلات من مكان إلى أخر. أما عن بيوت هذه القرية في القِدَم فكانت تبنى من سعف النخيل والجندل إلى أن أُدخِلَ الطين والحجارة في بناء البيوت.
وعرفت النويدرات بتعليم القرآن الكريم، سواء كان ذلك في البيوت، أو في المساجد والتي انتشرت في القرية وفي كل زواية منها، ومن بينهم مسجد الشيخ إبراهيم والشيخ أحمد وغيرها من المساجد. وتميزت القرية أيضًا بوجود العديد من المتعلمين والمعلمون حسب الإحصائية التي أجريت على هذه القرية، فهي تتميز حاليًا بكثرة عدد المعلمين فيها. وقد أُسِسَت أول مدرسة فيها سنة 1970 وهي مدرسة النويدرات الابتدائية للبنات.

## أعلام
- أحمد مدن: (1955) شاعر.